# Byssomerulius pirottae
Byssomerulius pirottae är en svampart som först beskrevs av Giacopo Bresàdola, och fick sitt nu gällande namn av Hjortstam 1987. Byssomerulius pirottae ingår i släktet Byssomerulius och familjen Phanerochaetaceae.   Inga underarter finns listade i Catalogue of Life.